# 南方公園角色列表

《南方四賤客》的標題畫面，最前面的三位從左至右是埃里克·卡特曼、斯坦·马希和凯尔·布拉夫斯其，在木牌上的則是肯尼·麦克康米克，他們四位是故事的主角。而後方則是一些多次出現在劇集中的角色。

《南方四賤客》是特雷·帕克和馬特·斯通為美國喜劇中心創作的成人動畫情景喜剧劇集。劇集圍繞著來自科羅拉多州南方公園鎮的四名男孩斯坦·马希、凯尔·布拉夫斯其、埃里克·卡特曼和肯尼·麦克康米克的日常生活與奇妙冒險故事。

## 製作

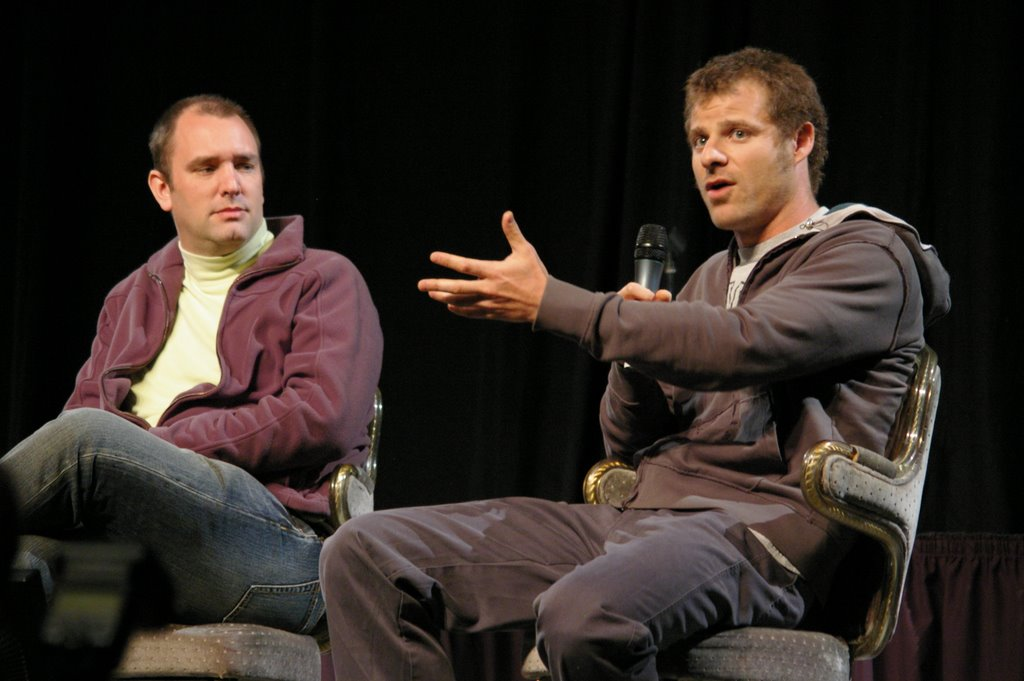
特雷‧帕克（左）和馬特‧斯通（右）是《南方四賤客》的共同創作人，他們也為該節目的多個男性角色配音。

作者特雷·帕克和馬特·斯通對於《南方四賤客》最初的構想是四個兒童角色搭配會說話的糞便「黃金先生」做演出，在喜劇中心對這項企畫產生興趣後，兩人開始製作劇集，第一集《卡特曼的肛門探針》在1997年8月13日首演，而黃金先生則在第十集《聖誕便便，黃金先生》裡首度亮相。
在這部動畫的傳統演出風格中，角色由簡單的幾何圖形組成，圖案沒有明顯的光影變化和色調起伏，他們的形象多是從一個固定視角而來，在第二集《增肥4000》裡，動畫改由電腦製作，但仍採用原本的剪紙風格。

### 配音
斯通和帕克為《南方四賤客》的多個男性角色配音，馬莉·凱·伯格曼則為多個女性角色配音直至她於1999年自殺身亡，之後、艾利沙·史奈達和莫娜·馬歇爾接替了她的工作。第七季結束後，史奈達離開了團隊。艾波·史都華接替了她的工作，為多個女性角色配音。由於伯格曼當時也為幾個迪士尼的角色配音，因此最初《南方四賤客》的配音名單裡，伯格曼以藝名Shannen Cassidy代替以保護迪士尼角色的形象。

## 主要角色

### 屎蛋
史丹利·蘭德爾“斯坦”·馬希（英語：Stanley Randall "Stan" Marsh），是《南方四賤客》的四個中心人物之一，由特雷·帕克配音。他被描繪為「一個普通的美國小孩」，是名小學三年級（之後升上四年級）的學生。在許多劇集裡、屎蛋會因為感受到一些在信仰倫理、道德困境或爭議問題後有感而發，並將他所學到的經驗說出來，他通常會以「你知道嗎？我今天學到了一些東西」開頭。

### 凱子
凱爾·布拉夫斯其（Kyle Broflovski，中國大陸譯凱爾台版有一集曾稱為張凱子，港譯茂利，臺譯凱子）是《南方四賤客》的四個中心人物之一，生日5月26號，血型AB型，由馬特·斯通配音，帽子底下有一頭捲又蓬鬆的紅髮。他具有比較高的道德標準，通常被描繪為四人中較聰明的，斯通表示凱子是比較不耐煩的。在某些情況下，凱子他會成為團體或班級裡唯一一個沒有投入某件熱潮的人，更由於他是猶太人(臺灣中配為配合在地風俗，將猶太人改稱客家人，猶太教變成佛教)，而使得他在很多情況下會是局外人。後期在台灣沒有播的集數中，透漏了凱子其實有紐澤西血統。劇集經常會聚焦在他的猶太人身份上進行諷刺或描寫，因而使這名角色受到猶太觀眾的讚譽或批判。

### 阿ㄆㄧㄚˇ
，是《南方四賤客》的四個中心人物之一，由特雷·帕克配音。血型AB型。卡特曼被描繪為一個具侵略性、充滿偏見、傲慢且情緒不穩定的人，隨著劇集發展、這些性格越加明顯，此外他更善於操縱他人，亦具高度智慧，能執行一些在道德上令人震驚的企劃。相較於其他三名主要角色，卡特曼的體型較胖，這一點經常讓他被嘲笑，不過他辯稱自己不胖、只是骨架大。卡特曼的行動往往會是劇集的主題，大多數的其它孩子都很討厭卡特曼、或至少對他沒有好感。在不同的劇集裡，他表現出種族歧視、反同性戀、反猶太主義、反嬉皮、厭女、自私、懶惰、自以為是等行為。卡特曼通常和凱子互相對立、經常取笑阿尼家很窮、經常會操弄大頭。雖然他經常擔任作品的反派，但他有時也會成為主角或反英雄。

### 阿尼
肯尼斯·「肯尼」·麥克康米克（英語：Kenneth "Kenny" McCormick）是《南方四賤客》的四個中心人物之一，由馬特·斯通配音。他穿著橘色的連帽外套，讓他的臉只露出兩隻眼睛、也使他所說的話含糊不清，他是屎蛋和凱子的好友，和卡特曼也有一定的友誼。阿尼的家很窮，這點也經常遭卡特曼嘲笑。在第六季之前，阿尼在每一集的劇集裡都會以各種千奇百怪的方式死去，只有少數例外。死亡的方式是滑稽而且可怕的，當他死掉後，屎蛋和凱子會分別大喊：「我的天啊，阿尼被掛掉了！」、「你們這些混蛋！」，不過在下一集裡阿尼又會復活。在第五季《阿尼之死》裡，阿尼死後就不再於下一集復活，因為作者表示每一集都要殺他實在讓人疲倦，而在第六季裡、他的戲份被大頭和槌哥取代，直到該季最後一集《紅橇計畫》結尾才再度復活。之後、阿尼的戲份和死亡次數明顯地減少了。阿尼的超級英雄型態是神秘俠，首次出現於《浣熊俠》中，在這個型態時，他說的話不再含糊不清。

## 次要主角

### 大頭
利奧波德「大頭」·斯多奇（英語：Leopold "Butters" Stotch）血型O型。是一個開朗、樂觀、天真、善良的小孩，當他被他的父母下令禁足——理由通常並不恰當——時，他會感到驚惶失措。比起四賤客之類的其他孩子，大頭的舉止更像是一名小孩，他很少用汙穢的語言，有玩弄手的習慣，傾向於用雙手握手，小便時會將褲子脫到底。大頭最初登場於《卡特曼的肛門探針》中並擔任背景人物，在阿尼於第五季結束時死亡後，讓大頭短暫地加入四賤客，雖然他在最終仍被踢出該團體，但在最近幾季裡已成為實質上的主要角色之一。這個角色的原型是《南方公園》的作畫監督艾瑞克·斯透，斯通和帕克不想冒犯他太多，所以將大頭設定為「個性友善」的人。
大頭早期設定的名字是帕福（英語：Puff Puff）和史瓦生（英語：Swanson）。他是四賤客的同學，生日是9月11日，參照了九一一襲擊事件，這暗示了他的不幸。在《追本溯源》中表明，大頭的故鄉是考艾島，換言之、他是夏威夷原住民。當阿尼於第五季死亡時，其他三名四賤客打算找一個人來填補阿尼的空缺，大頭因此成為他們的一份子，期間屢遭利用。由於大頭逐漸地成為斯通和帕克所喜愛的角色，進而讓他在第五季裡有了擔任主角的一集：《超級白目男》，這是為了讓他在往後的故事中扮演更重要的角色所做的鋪墊。在之後的劇集裡，大頭常常參與卡特曼的行動，帕克表示他們兩人在一起的行動的場景是他在這個系列裡最喜歡的部分。後來中途因被列為團隊不佳，大頭被踢出四賤客，他為了報復便改變自我，穿上用鋁箔做成的盔甲和手套，化身為超級反派「假面大頭王」（英語：Professor Chaos），並找來道基當他的助手，共同策畫著天翻地覆的大陰謀，雖然他們實際上沒有造成任何破壞，但南方公園的警方都已知道這號人物。
儘管身為四賤客的阿尼在第六季歸來，但大頭仍可以算是近幾季裡的主要角色之一，在卡特曼打算進行某項行動時，容易被操控的大頭很容易成為他的幫手，也經常成為卡特曼惡作劇的受害者，不過他也是劇中少數會叫卡特曼的名（first name）而不是姓的人。儘管在多數時候，大頭表現出天真甚至無知的樣態，但當他的父母或其他成年人做出某些非理性的行為時，大頭也會鼓起勇氣對抗。
雖然偶爾會口出惡言，但大頭不像其它的孩子一樣成天出口成髒，而是傾向於使用委婉髒話，例如「喔！漢堡」（oh hamburgers），此外他說這些話時也常用手摀住嘴。儘管他常遇到不幸的事，但他仍保持著溫和正向的態度。。他的幸運性格被描述為與典型的1950年代情境喜劇兒童角色類似，通常會與他遭受到雙親嚴厲地對待這點成為對比，大頭的雙親非常嚴格，經常會以禁足做為懲罰手段。例外之一是《無法禁足》，叛逆的大頭加入了吸血鬼幫，不過這些行動通常很快就結束了。
2009年十月，IGN的Ramsey Isler 發佈了一份清單，列出他最喜歡的與大頭相關的情節。

### 溫蒂
溫蒂·崔斯柏格（英語：Wendy Testaburger）是故事中登場頻率最高的女學生角色。她有一頭黑色長髮，穿戴粉紅色貝雷帽和紫色外套，最好的朋友是貝貝·史蒂文。她是屎蛋的女朋友，兩人曾分手又復合過三次。溫蒂過去曾由卡莉·透那、馬莉·凱·伯格曼、莫那·馬歇爾、艾利沙·史奈達，現任的配音員是艾波·史都華，其姓名源自於共同作者馬特·斯通童年的友人。溫蒂初次登場是在《南方四賤客》的前身短片《聖誕精神》裡，不過沒有顯示出姓名。
溫蒂是早熟的小孩，她具有較強的批判性、道德感和智慧，亦是一名女權主義者，也因為如此、她經常和埃里克·卡特曼爭吵，議題包括乳癌和無性別廁所等，卡特曼會罵她「婊子」或「妓女」。雖然兩人通常僅只於爭吵，但在《乳癌發表會》一集裡，兩人進行了決鬥，最後溫蒂痛毆了卡特曼。
溫蒂很在乎自己與屎蛋的關係。在《湯姆的隆鼻手術》一集裡，屎蛋和其他男學生一樣愛上了一位新來的女性代課老師愛倫，溫蒂不但當面痛斥她搶走了自己的男友，還買通了一群婦女騷擾葛屁老師以逼他回來上課，以及僱了一群中東人栽贓艾倫老師在伊拉克屠殺平民，使校長開除他，最後還綁架愛倫老師，把他裝進火箭丟到太陽裡。在《貝貝的胸器》裡，因為她的好友貝貝的胸部開始發育並吸引男同學的注意，她表現出忌妒並動了隆乳手術。這和她在一些劇情裡的表現有些矛盾，例如在《蠢婊子攝影套裝》和《與藍精靈共舞》裡，她比起追逐流行、更注重堅持自己的原則。
溫蒂在故事初期的表現通常是描述她與卡特曼的對立或是與屎蛋的戀愛關係，她在第五季和第六季裡的表現並不突出，因而導致她和屎蛋分手並與陶侃在《失戀的屎蛋》一集裡開始交往，之後才在《名單風波》裡與屎蛋共同行動並重修舊好。

## 南方公園國民小學

### 主角的同學

#### 貝貝
貝貝（英語：Annie Knitts）由《南方公園》監製珍妮弗·豪厄爾配音。貝貝是溫蒂的摯友，她有一頭金色捲髮，穿著紅外套和綠色褲子。首次出現於《增肥4000》裡，並由馬莉·凱·伯格曼配音。在該集裡、為了歡迎凱茜·李·吉福德造訪南方公園，貝貝參與了戲劇演出，該劇由葛屁老師執導。在《瘋狂俱樂部》裡，她藉著玩真心話大冒險的機會親吻了凱子。在《凯尔、斯坦、克莱德、安妮、贝贝、海蒂、瑞德、斯科特、亚当、内特、DogPoo、贝特西、阿什利、杰森和凯莉-安的胸器》裡，她擔任重要角色，班上的男學生們都因為她開始發育的乳房而產生迷戀，進而導致男生之間開始爭吵、其他女生也排擠她，因此她把紙箱套在自己身上以掩藏正在發育的乳房。在《名單風波》裡扮演重要角色，她和其他名單委員會的女生們濫用權力，將克萊排在「最可愛男生排行名單」上的第一名，目的是為了免費得到克萊父親鞋店裡的鞋子。這起事件讓分手的屎蛋和溫蒂重修舊好，也因此讓貝貝和溫蒂爭吵。

#### 克萊·多羅溫
克萊·多羅溫 （英語：Clyde Donovan，早期設定為、次之。）由特雷·帕克配音。他是除了四賤客以外常見的男學生之一，在許多劇集裡扮演配角。他的特色是自戀，虛榮心重，而且不太關心別人對自己的評價。在《名單風波》裡，女學生們為了得到他父親經營的鞋店裡的免費鞋子，將他列為全班最可愛的男孩。在《逆向騎乘位》裡，克萊因為忘了把馬桶蓋放下而害死了自己的母親。

#### 小凡
小凡（英語：Craig Tucker）由馬特·斯通配音，他戴著藍色的帽子，說話有著很重的鼻音，儘管他不喜歡四賤客，尤其是卡特曼，但他偶爾也會協助他們的計劃。在故事初期，小凡被描述為除了卡特曼以外最暴力的孩子，卡特曼曾說小凡是「班級裡的麻煩製造者」，他同學的父母也認為他會造成不良影響。在故事初期，經常可以看到小凡在賣假老師的辦公室外等著被輔導，不過故事並沒有明言他犯了什麼錯。在早期的劇集裡，小凡有著對其他人比中指的習慣，這個特色是模仿自他的家人，在《槌哥vs小凡》裡，他的家人彼此間說話時會不時向對方比中指。這個特徵最後一次出現是在《小牛肉之樂》。
小凡並不喜歡四賤客，他是一個實用主義者，對那四人經常參與的奇妙歷險毫無興趣。在《無處不在》和《無處不在2：驚魂》裡，他反覆地想退出四賤客的行列，並強調他們的行為是在將自己逼入險境。
在第十九季《槌哥x小凡》裡，亞裔學生開始繪製槌哥和小凡的Yaoi畫像，有關於兩人是同性戀的傳聞迅速地播散開來。槌哥和小凡想透過演出「分手」戲碼來破除謠言，但槌哥演戲演得太過頭，指控小凡是愛情騙子。後來槌哥告訴小凡，是小凡鼓勵了自己並讓他相信自己有此能力。在兩人和好之後，他們登場時總是出雙入對並牽著手。此外，《南方公園》官方網站上的資料也顯示兩人正式交往中。兩人的關係在後續發展中變得較為親暱，例如在第21季《放下吧》中，小凡擔任了槌哥的精神支柱以解除他的恐慌處境，並不時以情侶暱稱稱呼槌哥。以及在第二部南方公園遊戲《南方四賤客：浣熊俠聯盟》中，大方向玩家承認自己為同性戀，兩人的互動也增加不少。

#### 海蒂·透納
海蒂·透納（英語：Heidi Turner）由潔西卡·麥金森配音，她是有著亮棕色頭髮的女性學生，為素食主義者。在《殘疾人會下地獄嗎？》登場時被稱為瑪莉。在《看好蛋蛋》裡，她與卡特曼因為課堂作業被分配到同一組、看照一顆雞蛋，她表現出對卡特曼的反感。在《瑪嬌妮》裡她頭一次擔任要角，主辦了一場僅限女孩參加的睡衣派對。在第二十季裡，海蒂的戲份明顯地加重，她成為了卡特曼的女友，並在故事中展現出自己的聰明才智。但在21季裡與卡特曼分分合合，後被卡特曼的誘騙下吃了肉食，體型因此從苗條轉為肥胖，且脾氣從溫和轉變成極為暴躁且有暴力傾向，且常常飆髒話，因此有人稱她為“女版卡特曼”。 於21季尾決定找回自己而與卡特曼正式分手。

#### 雷德·麦克阿瑟
雷德·麦克阿瑟（英語：Red McArthur）由潔西卡·麥金森配音，她是有著亮棕色頭髮的女性學生，為素食主義者。在《殘疾人會下地獄嗎？》登場時被稱為瑪莉。在《看好蛋蛋》裡，她與卡特曼因為課堂作業被分配到同一組、看照一顆雞蛋，她表現出對卡特曼的反感。在《瑪嬌妮》裡她頭一次擔任要角，主辦了一場僅限女孩參加的睡衣派對。在第二十季裡，海蒂的戲份明顯地加重，她成為了卡特曼的女友，並在故事中展現出自己的聰明才智。但在21季裡與卡特曼分分合合，後被卡特曼的誘騙下吃了肉食，體型因此從苗條轉為肥胖，且脾氣從溫和轉變成極為暴躁且有暴力傾向，且常常飆髒話，因此有人稱她為“女版卡特曼”。 於21季尾決定找回自己而與卡特曼正式分手。

#### 吉米·瓦勒莫
吉米·瓦勒莫（英語：Jimmy Valmer）由特雷·帕克配音，他有肢體殘障、因此必須拄拐杖才能走路，是登場頻率很高的身心障礙角色之一。故事中並沒有明示他的障礙類型為何，但外觀和功能上的表現與腦性麻痺者類似。吉米的拐杖有時會做為他的手的替代品，甚至是做為武器。吉米說話時會口吃，但他具有很優秀的表達能力，他熱衷於新聞業和喜劇表演，他最有名的笑話是《魚肉棒》裡的「魚肉棒笑話」。
吉米初次登場於《跛子大戰》中，他從附近的城鎮搬到南方公園並與同為肢障的提米發生衝突。帕克和斯通本來只想讓此角色登場一次，但決定在之後的劇集裡讓他繼續登場。現在，吉米被描寫為南方公園的居民，亦是提米的好友。
吉米曾在《類固醇風波》裡參加特殊奧林匹克運動會，當他企圖用禁藥作弊時，提米譴責了他。在第十九季裡，吉米為了校刊與PC校長起爭執，他是少數能在言詞辯論上讓PC校長無法反駁的人。

#### 萊斯莉·邁爾斯
萊斯莉·邁爾斯（英語：Leslie Meyers）是四年級學生，穿著亮黃色上衣，是《南方公園》第十九季的主要對手。她在該季初期因為屢次在集會時竊竊私語，因此不斷地被PC校長喝止。在《壞壞忍者》的結尾，某知情人士透露萊斯莉和南方公園近日的變化有密切關聯。在之後的劇集中闡明，萊斯莉實際上是一個具有意志的廣告，她試圖和吉米與凱子交朋友，最後背叛他們並接管了整個世界。在第十九季最後一集《PC校長：最終正義》裡，PC校長殺死了萊斯莉，從而阻止她的計劃。

#### 皮普·皮瑞普
皮普·「皮皮」·皮瑞普（英語：Phillip "Pip" Pirrup）由馬特·斯通配音。他在前幾季是一個重要角色，但戲份逐漸被大頭取代，最後成為背景人物。皮皮來自英格蘭，當他的同學把他當作法國人時，他便會生氣。他在《不知所謂皮皮篇之美好未來》裡擔任主角，該集是查爾斯·狄更斯作品《遠大前程》的喜劇版本，劇集裡沒有出自原本故事裡的其他角色。在這一集之後他並沒有顯著的表現，之後在《201》裡被機械化史翠珊一腳踩死。

#### 怪T
怪T（英語：Timmy Burch）由特雷·帕克配音，他是一個坐在輪椅上的身心障礙男孩。角色原型是《南方公園》藝術總監阿德里恩·比爾德小時候的熟人。故事並沒有闡明怪T的障礙類型。怪T能說的語言很有限，他只會說自己的名字，因此可能是傳導性失語症。而在臺灣版裡他則只會說「衝啊！」和「豬啊你！」這兩句台詞。
怪T首次出現於《牙仙子黑市》裡，喜劇中心原本不願意讓節目裡出現認知障礙的角色，因此帕克和斯通在設計這名角色時小心翼翼。兩人表示打算平等地對待他與其他兒童角色，同時強調「樂於做自己」的性格，並讓他成為主角們的玩伴，而不是採用校園霸凌的殘酷主題。兩集之後，怪T成為《怪T2000》的核心人物，他在那一集裡加入樂團並一炮而紅。該集也透露他的家庭狀況，他的父母和他有類似的殘疾。
怪T很快地成為觀眾喜愛的角色，他也在BBC贊助的線上雜誌《Ouch!》所舉辦的調查裡被選為「最棒的殘疾電視角色」（The Greatest Disabled TV Character）。IGN將怪T列為「《南方四賤客》十大周邊角色」的第二名，並表示怪T可能是最有趣的角色之一。後來、另一名殘疾人角色吉米登場了，兩人最初互相討厭，但後來成為好友。

#### 陶侃
陶侃·黑（英語：Token Black），原設定姓氏為威廉姆斯（英語：Williams），直到妮可·丹尼爾斯在《卡特曼尋愛記》登場之前，他是南方公園裡唯一一位非裔美籍小孩。他的名字來自於「象徵性包容」，他不僅是唯一一位黑人小孩，也是最富有的一位，不過他並不因此而自戀或被寵壞，而是拚命地想和朋友們打成一片。他的名字被視為是《南方公園》政治不正確的例子，亦是意味著象徵性包容已經過時且足以成為一個笑料。
當故事涉及種族有關的話題時，陶侃經常會擔任重要角色。陶侃初次登場於《仇恨法案》，在該集裡他的父親主張立法禁止仇恨犯罪是「野蠻的虛偽」在《向黑人道歉》裡，屎蛋試圖為自己父親無心的種族歧視之舉向陶侃道歉，故事最後他有所感悟，向陶侃說「我一直試著說自己明白你的感受，但我永遠不會明白一個黑人在聽到有人使用N開頭的字時的感覺。」陶侃接受屎蛋的道歉，並回答：「現在你明白了。」
由於陶侃最初並非醒目的角色，他的配音員最初由帕克和斯通輪流擔任，而現在則是由《南方公園》藝術總監兼聯合製作人阿德里恩·比爾德擔綱帕克在製作《仇恨法案》時，打算為陶侃找一個新的配音員，由比爾德擔任的理由是「他是當時我們建築物裡唯一的黑人」。

#### 槌哥·槌哥
槌哥·槌哥是一個以焦慮、偏執、過動為特色的男學生，他襯衫的釦子扣歪一顆，頭髮亂七八糟，這是由於他喝太多咖啡造成的，體重為48磅。槌哥的雙親經營一間咖啡店，他們認為槌哥的問題是出自於注意力不足過動症，因此不斷給他喝咖啡並要他冷靜下來，但這造成反效果。他的口頭禪是「天啊！我壓力好大」。
由於四賤客之一的阿尼在第六季裡幾乎沒有登場，因此槌哥和大頭的戲份變多了。他們越來越受到觀眾和製作團隊的喜愛。在阿尼復活之後，大頭仍然是戲份頗多的主要角色之一，但槌哥卻幾乎沒有在劇集裡擔任主角。直到《槌哥x小凡》裡，槌哥和小凡因為彼此的同性戀愛關係才讓他再度成為故事焦點，他們在後續劇集及遊戲中被設定為情侶、經常一起出現並牽著手。

### 其它班級

#### 道基
道基（英語：Dougie）是紅髮、長雀斑、戴眼鏡的二年級男孩，他初次登場於《兩男一缸》，而較突出的表現是擔任變身成假面大頭王的大頭的助手，在《辛噗森家庭演過了》一集裡，他指出大頭所有的計劃都和美國電視劇集《辛普森家庭》裡的劇情類似。

#### 漂浪幫
漂浪幫（英語：The Goth kids，直譯為哥德小子）是由密歇爾（英語：Michael）、赫麗絲塔·碧葛（英語：Henrietta Biggle）、佩特（英語：Pete）和法爾可（英語：Firkle）這四位小孩組成的哥德風格團體。密歇爾是高大、捲髮的六年級男孩，有時會拄拐杖；佩特有著紅色頭髮，常會甩頭以免瀏海遮到眼睛；法爾可是最小的孩子；赫莉絲塔是唯一的女性成員。他們初次登場於第七季《屎蛋失戀了》，並在第十四季和第十七季的兩集擔任主角。
漂浪幫的成員容易被激怒、他們的團隊意識很強，而且十分重視自己的形象，不過也很歡迎新成員加入，富有同情心。在《屎蛋失戀了》裡，與溫蒂分手的屎蛋想要成為他們的一員，此外他們也曾讓大頭加入。在《無法禁足》一集裡，他們被與吸血鬼幫混淆，更讓他們沮喪的是在《漂浪幫3：虛假末日》裡被與emo幫混淆。

#### 六年級生
六年級生（英語：Sixth-Graders）是一群比主角年長的學生，在四賤客是三年級時，他們是五年級，在主角升上四年級後、他們是六年級。這群學生傾向於欺負四年級生，他們總是騎著腳踏車，帶頭者是穿著印有自己臉的衣服的男孩。在後期的劇集裡鮮少有關於兩個年級間衝突的描述。

### 校方人員

#### 阿不拉老師
阿不拉老師（英語：Mr. Richard Adler）是南方公園國民小學的木工課老師，在《槌哥對小凡》裡，他不斷地回想起自己已逝的未婚妻，嚼了大量的尼古丁口香糖來逃避回憶，最後打算自殺。他把自己放在木工用的電鋸台上，但由於槌哥對小凡的對決，讓阿尼在過程中被電鋸殺死。之後他並沒有顯著的表現，不過經常出現在劇集的背景中，偶爾會有台詞。

#### 老爹
傑羅姆「老爹」麥可羅伊（英語：Jerome "Chef" McElroy，或稱大廚）由艾薩克·海耶斯配音，是《南方公園》裡少數的非裔美籍人物之一，南方公園國民小學的廚師。在故事初期，當四賤客進到餐廳的時候，他總是會說「你們好啊，崽子！」以關心他們，而他也是四賤客們遇到困擾或需要指導時經常會尋找的對象，不過他的建議不見得對孩子們有幫助。他是個有才華的歌手，有時會以演唱靈魂音樂來回答孩子們的問題，他也曾出過唱片。在海耶斯離開《南方公園》團隊後，大廚在《大廚歸來》中死亡。大廚的角色設計源自於艾薩克·海耶斯，以及特雷·帕克在科羅拉多就讀大學時實際遇過的餐廳從業人員。而在台灣版中將大廚設定為山東人，因此讲话也是山东西南的腔调。
大廚的體型碩大，就算不在工作時也經常戴著廚師帽，穿著寫有「大廚」（CHEF）的白圍裙。直到陶侃登場並發揮更顯著的作用以前，大廚被描繪為南方公園裡唯一的黑人居民，由於馬特·斯通和特雷·帕克給這個角色添加了太多黑人的刻板印象，因此他們擔心原本構想的理想配音員艾薩克·海耶斯、羅·勞斯和貝瑞·懷特不會同意為這個角色獻聲。不過海耶斯讚賞劇本早期的大膽內容，因此接下了這份工作。
大廚年輕時曾幫助過許多音樂家走上成名之路，例如艾爾頓·強和肉卷。雖然他自己沒有成為音樂家，但他的廚師生涯也算是成功。此外他不時會為市政提出建言，或指出一些荒謬之處。例如在《市旗辯論賽》中，他要求將市旗改成一個能表達種族對立歷史的版本。此外在許多不同的劇集裡，他也曾拯救過南方公園，有時甚至拯救了整個世界。大廚的雙親住在蘇格蘭（台灣版改為山東），這兩人僅在《女妖症候群》和《宇宙超級噁爛王》裡登場。
大廚的興趣之一是休閒性愛，無論是在家中或是渡假時，經常可以看到他和不同的年輕女性在一起做愛。有次他為了籌措律師費而賣淫，幾乎和南方公園的每個女性都發生過性關係，直到他遇見司機阿姨才停止，在《女妖症候群》裡，大廚和維若妮卡相愛並論及婚嫁，直到婚禮進行途中，大廚才發現維若妮卡的原形是魅魔.，在魅魔死亡後，大廚又回歸了原本的生活。除非大廚正在和女人翻雲覆雨，否則他通常樂意協助孩子們的困擾，而他也是四賤客少數信任的大人及忠實的朋友。四賤客有時會在學生餐廳裡說出自己的困擾，有時會直接到大廚家找他幫忙，劇集初期的問題大多涉及成人與性，而大廚會以靈魂音樂的方式為他們解惑，不過孩子們不見得能理解。
大廚的歌曲是由特雷·帕克撰寫的原創歌曲，充滿大量性暗示。在劇集中，大廚是這些歌曲的作者，也曾因為歌曲遭到抄襲而和對方對簿公堂。在現實中，這些歌曲和《南方公園》裡的其他歌曲被集結成專輯《大廚來也：南方公園專輯》發售，另有一支單曲《大廚的巧克力鹹球》。帕克和斯通本來打算讓大廚在每一集裡都唱一首歌，但後來因為數量太多而放棄了，他們也擔心唱太多歌會讓這個角色變得不有趣，就像重複地讓阿尼死亡一樣。
在以諷刺山達基教的劇集《困在衣櫃裡》於2005年11月播出後，海耶斯在2006年3月13日表示基於《南方四賤客》對宗教的處理手法，他將不再參與劇集的演出，儘管他的聲明中並沒有提到山達基教，但斯通在回應海斯的離去時稱：「這百分百與他的山達基教信仰有關......他沒有問題──他也因為我們取笑基督徒的節目賺得荷包滿滿。」斯通表示自己和帕克都沒有「聽到艾薩克說一句話，直至我們惡搞山達基教。他要以不同的標准看待他信仰以外的其他宗教，我認為，這就是不寬容和偏執的根源所在。」斯通認為「十年以來《南方公園》製作了150多集，艾薩克對取笑基督徒、穆斯林、摩門教徒和猶太人的節目從來沒有異議。當他自己的宗教成為節目的主題時，卻突然對宗教變得敏感。把民權鬥爭帶到這件事來根本不合邏輯。當然我們會解除艾薩克的合約，我們希望他過得好。」。關於海耶斯的離去的確切原因眾說紛紜，在離開10個月後海耶斯曾說到，離去的理由包括「他們給我的錢太少」以及「他們不是那麼友善」。2006年3月，有報道指海耶斯的健康狀況是他離開的原因，因為當年1月他曾中風。而根據福克斯新聞的一篇文章，海耶斯離開《南方四賤客》的聲明，其實來自於虔誠的山達基教徒、海耶斯的經理人克裡斯蒂娜·金博爾。斯通在2007年接受《滾石》雜誌訪問時對這個說法表示支持：「有報道稱艾薩克當時中了風，山達基教藉機讓他離開了節目，我相信這個說法......」。無論理由為何，由於海耶斯缺席，在《大廚歸來》一集中，大廚聲音都以節目以前錄製的對話剪接而成，大廚亦在該集結尾時死亡，追悼會由凱子致詞。，但在真理之杖時，大廚被變成納粹僵屍。後被擊敗。

#### 劉垂乃
劉垂乃（英語：Ms. Diane Choksondik）在四賤客升上四年級後成為他們的新老師，他由特雷·帕克配音。劉垂乃有一對超級誇張的下垂乳房，且不穿胸罩，當她舉起手臂時會露出乳頭。劉垂乃的名字常被學生們拿來開玩笑，而她也會嚴厲地糾正他們。在《性教育》裡，她將自己排斥性行為的觀念教給女學生們，讓女學生排斥與男學生接觸，間接導致男女學生對立。而在《辛噗森家庭演過了》一集裡，四賤客在咖啡裡加了海猴子並讓劉垂奶喝下，導致劉垂乃死亡(實際上是精液噎住喉嚨而亡)，在劉垂乃死後、賣假老師擔任四賤客的老師直到葛屁老師回來。

#### 克拉麗基老師
克拉麗基老師（英語：Ms. Claridge）是南方公園國民小學附設幼稚園的教師，她首次出現於《幼稚園時期》，當時就讀幼稚園的四賤客在玩消防員遊戲，但卻意外引發火災，把他們的老師克拉麗基燒成廢人，她被放置在一個看起來很像《星艦奇航記》裡克里斯多福·派克的所乘坐的輪椅上，且只能用閃燈號的方式表示「是」或「否」。另外她短暫地出現在《卡特曼之死》和《硬梆梆的日子》中。

#### 司機阿姨
司機阿姨（英語：Ms. Veronica Lee Crabtree）在第一季至第三季由馬莉·凱·伯格曼配音，在第四季至第八季由艾利沙·史奈達配音。她是南方公園國民小學的校車司機，在車上施行嚴格的紀律，無論成人或學生都禁止在她的車上嬉笑吵雜。她的口頭禪是「閉嘴！你們這群死孩子！」她較醒目的表現是在《永遠的邊境小鎮》裡，因為校車卡在懸崖邊而外出求援，遇上經紀人後短暫地成為喜劇演員。在《靈能偵探卡特曼》裡，她被連環殺手殺害，調查犯罪的偵探表示「她是一個小配角，喜歡她的人不多。」

#### 加里森老師
赫伯特·加里森（英語：Herbert Garrison）由特雷·帕克配音，在大部分劇集裡，他是孩子們的導師。葛屁是個男同性戀者，但他否認自己的男同性戀身份且表現出恐同。他的右手經常戴著布偶（藏鏡人）並以此進行教學。後來他逃到山上避世而居，最終正視自己的性傾向並出櫃，重新成為教師，負責教導幼稚園班級。在第九季起他變性為女性，被稱為珍妮特·葛屁（英語：Janet Garrison），在第十一季裡她成為女同性戀。在第十二季時二次變性，又成為一名男性。在第十九季裡他參選美國總統，並在第二十季當選就任。派克表示，葛屁老師是《南方公園》裡最複雜的角色之一，特別是他在性與性別上的問題及與藏鏡人的關係。
葛屁老師出生於阿肯色州，在《基動力車》裡揭示他有丹佛社區學院的機械工程碩士學位。他對自己的性向感到困惑，在整部故事中，他對於自己的性認同展現過無數次內心上的衝突，這可能與他在早期劇集裡因為和布偶藏鏡人（英語：Mr. Hat）及樹枝先生（英語：Mr. Twig）的相處而展現出的解離性人格疾患有關。在某些劇集裡，葛屁老師透露出種族主義傾向，例如《市旗辯論賽》裡，藏鏡人是當地3K黨成員。在《聖誕便便，黃金先生》裡他提議把墨西哥人趕出南方公園。
在《南方公園》前三季，葛屁老師是小學三年級導師。他是沒有出櫃的同性戀，並對此感到丟臉，更展現出負面看法。他會不斷地藉著透過手上的布偶藏鏡人（或之後的樹枝先生）來表現自己在性格上較具有侵略性的一面，以表達他內心上的衝突，同時壓抑自己的同性戀傾向。雖然他起初一直否認自己有同性戀傾向，但藏鏡人和樹枝先生都承認自己有同性戀傾向。葛屁老師在《四年級》中首次坦承自己的同性戀傾向。這個衝突最終導致他精神衰弱，跑到山上成為隱士，並終於在那裏正視自己的性傾向，下山之後、他興高采烈地告訴大家自己是個同性戀。學校重新雇用了他以避免性傾向歧視，但葛屁發現自己若受到歧視便可以得到賠償，因此他開始挑戰學校的底線，找來自己的情人金屁助教並在課堂上進行BDSM，或是將物體塞入金屁助教的直腸裡，企圖讓學校開除自己，但他的計劃並沒有成功。除此之外，葛屁也有過異性關係，例如與阿ㄆㄧㄚˇ媽發生過性行為，雖然後者幾乎和全南方公園的人都發生過性行為。在第九季《葛屁老師的新陰道》裡，葛屁老師決定變性為女性，以珍妮特的身份生活，變性後他有了乳房和陰道，仍保持著禿頭。葛屁在變性前並未知會金屁，而金屁助教則表示自己喜歡的是男性而非女性，因此對葛屁失去了興趣，便與之分手。在《看好蛋蛋》裡，葛屁老師想與金屁助教復合，但金屁助教早已和基哥哥交往並同居，於是她企圖阻止同性婚姻合法化，以免金屁和基哥哥結婚。在這段期間，葛屁老師仍表現出喜歡男性的傾向，然而在《女同酒吧》一集裡，屢遭男性拒絕的她成為女同性戀，並與女性發生性關係，這時的她也開始抨擊男性。而在第十二季，葛屁對女性身分已開始感到沮喪，便透過生物科技製造出陰莖、再度成為男性，在手術後，葛屁立即展現出對同性戀的蔑視。不過在二度成為男性後，葛屁並沒有表現出多重人格障礙的傾向。
做為一名教師，葛屁幾乎可以說是失格的，他經常教一些亂七八糟的課程，例如辨別妓女與警務人員的差異、教導小說《冰與火之歌》裡各個王國的勢力等，另一方面，他也會上演化論、史達林與共產主義等對小學三、四年級的學生而言過於艱澀的科目。他懲罰學生的標準也很怪異，例如當卡特曼在課堂上發表乳癌笑話時，他不會責備卡特曼。在第十九季《我的國家去哪了？》中，葛屁因為發表歧視加拿大移民的言論而遭解雇，他開始投身政治並企圖參選總統。在第二十季時，他仍在競選總統並以此影射現實中競選美國總統的唐納·川普，他意識到自己不想擔任總統，便屢次發表歧視言論以拉低自己的支持率，但卻造成了反效果。在當選美國總統之後，他的外型與唐納·川普更為相似。

#### 貞子老師
貞子老師（英語：Nurse Mary Gollum）是學校的保健室老師，因為她罹患了（虛構的）疾病「頭好壯壯連體嬰症候群」（英語：conjoined twin myslexia，另見畸胎瘤），使她的臉上連著一個死胎，因此讓包括孩子們在內的多數人都很害怕她。她初次登場於《連體嬰小姐》，凱子因為打陣痛球受傷而到保健室，被貞子老師嚇了一跳，因此希拉（凱子的媽媽）和麥市長舉辦了為期一週的活動，讓眾人認識這項病症並企圖弭平歧視，但卻反而造成貞子老師受人矚目，無法過著與正常人一樣的生活。

#### 麥基先生
麥基先生（英語：Mr. Mackey）由特雷·帕克配音，他是學校裡的輔導老師。他有一個不成比例的大頭，經常會在句尾說「好唄」（M'kay）。雖然他的說話方式和外表都略為比BB奇怪，但賣假老師基本上是負責任且關心孩子們的輔導老師，他有時會與維多利亞校長在一起、宣布一些重要訊息。他的輔導方式常反映現實世界中的一些教育爭議。在《艾克的小弟弟》一集裡，他談到了毒品教育，但因為用做教材的大麻被葛屁老師偷走而使他遭學校開除，後來事情以訛傳訛變成賣假老師販毒給國小兒童，也因而使他成為全民公敵，房東也因此將他趕出住處，他在沮喪之際反而自己碰觸了大麻和搖頭丸，他後來到戒毒中心消除了自己的毒癮。在《困在衣櫃裡》中，當屎蛋被介紹到山達基教時，賣假老師也在於該教會裡的一位成員談話。

#### PC校長
PC校長（英語：PC Principal）是個戴墨鏡的金髮壯漢，自第十九季起出現並取代了維多利亞校長，他對政治正確異常重視，會嚴格且暴力地對待任何政治不正確的人事物。例如在《美麗且勇敢》裡，他痛毆使用了不政治正確語言的卡特曼並使他住院。他還有一幫弟兄，與他的打扮、思想都很類似。

#### 金屁助教
金屁助教（英語：Mr. Slave，直譯為奴隸先生）由約翰·漢森配音。前期為葛屁的情人，後在《葛屁老師的新陰道》與他分手，後來與基哥哥相戀，並於《看好蛋蛋》中結婚。如同他的名字所示，他是名受虐狂，而且經常穿著皮革束縛衣。但他是聰明且有智慧的，在《蠢婊子攝影套裝》裡，他給了溫蒂有用的建議，並且把芭黎絲·希爾頓塞進自己的肛門裡。

#### 維多利亞校長
維多利亞校長（英語：Principal Victoria），在第一季至第十八季裡，她是南方公園國民小學的校長，有一頭金髮、戴眼鏡。維多利亞校長經常和賣假老師一起出現，通常是對學生訓話、宣布重要事項或發布人事命令。在《乳癌發表會》中，她以自己身為乳癌倖存者的經驗激勵溫蒂，讓她能對抗卡特曼（溫蒂的癌症）。她自第十九季起遭到解雇（一説為年滿教職員法定退休年齡60歲退休），之後在《葉佩雯》再度現身並解釋她遭解雇的真相。

## 家庭

### 屎蛋一家
屎蛋的家庭由父親蘭迪·馬許（英語：Randy Marsh）、母親雪倫·馬許（英語：Sharon Marsh）、姊姊雪泥·馬許（英語：Shelly Marsh）和爺爺馬文·馬許（英語：Marvin Marsh）組成，屎蛋的叔叔金寶·肯（英語：Jimbo Kern）也經常出現在劇集裡，但他沒有和屎蛋住在一起。蘭迪和雪倫名字由來是特雷·帕克的雙親。
蘭迪和雪倫自小便認識對方，並在花力時代決定結婚
。蘭迪和雪倫偶爾會吵架，通常肇因於蘭迪異想天開的行為引起雪倫惱怒，不過他們很快就會和好，僅有一次以離婚收場，但他們隨後又復合。兩人抗議2003年美軍出兵伊拉克，於2008年美國總統選舉時支持巴拉克·歐巴馬

#### 蘭迪
蘭迪由特雷·帕克配音，後者將蘭迪描述為「整個故事中最大的亂源角色」他是一位地質學家，45歲，他首次登場於《火山爆發》並監視著即將爆發的火山。除此之外，他也曾在單一劇集裡做過其他的工作，例如沃爾瑪的店員、百視達的店長和商場保全。他的另一個身份是流行歌手蘿兒，透過在廁所裡錄音、加上變音軟體調整後，他的音樂得到極高的評價，他甚至表示馬許一家的收入來源大部份是靠音樂收入而非地質學家的工作。
蘭迪沒有讀完高中，並在少年時代參與了男子音樂組合，不過他上過大學且擁有博士學位。他的特質之一是想法過於理想、不夠理性且容易過度反應。蘭迪非常喜歡喝酒，有許多劇集都與他的酗酒行為有關。雖然蘭迪是個關愛兒女的父親，但他的酗酒行為和不時會做出的蠢事導致父子的關係有些緊張。
蘭迪有幾個特別的成就，例如他曾獲得諾貝爾獎，兩度創下排出最大糞便的世界紀錄。相反地、他也做過一些蠢事，例如在參加電視問答時於直播節目上說出「那個N開頭的字眼」（Nigger）。於S22舉家搬遷到「風骨農場」開始種植大麻做生意

#### 雪倫
42歲的雪倫是湯姆隆鼻整形中心的接待員，不過她的工作從來沒有在影視作品裡展現出來，僅於遊戲《南方四賤客：浣熊俠聯盟》中出現過。雪倫曾由馬莉·凱·伯格曼、艾利沙·史奈達配音，現任的配音員是艾波·史都華

#### 雪泥‧馬許
雪泥‧馬許（英語：Shelly Lynn Marsh）是屎蛋的姊姊，13歲，曾由馬莉·凱·伯格曼、艾利沙·史奈達配音，現任的配音員是艾波·史都華。她戴著牙套，脾氣暴躁，不喜歡屎蛋和他的朋友，早期的劇集裡常會毆打屎蛋、罵他「活化石」，不過當屎蛋面臨危機的時後，她仍是一個關愛弟弟的可靠姊姊。在《貓咪發情趴》和《百老匯之戰》裡可以看到她交過男朋友，不過這些戀愛都以失敗告終。

#### 馬文·馬許
馬文·馬許（英語：Grampa" (Marvin) Marsh）是屎蛋的祖父，由特雷·帕克配音。他已經102歲了，由於衰老所以總是坐在輪椅上，而由於失智，他總是叫自己的孫子屎蛋做「滷蛋」（英語：Billy），儘管屎蛋糾正過很多次但完全沒有用。因為活太久而想輕生，卻又因為太老而無力自殺，數次要求屎蛋協助他自殺或是直接殺了他，甚至還試著激怒阿ㄆㄧㄚˋ來讓他殺了自己，但最後都以失敗告終。

#### 金寶
金寶‧肯（英語：Jimbo Kern，通稱金寶叔叔）由馬特‧斯通配音。他是蘭迪的兄弟，不過他們的兄弟關係從來不是劇集描述的重點。金寶和他的好友阿諾都是越南戰爭的退伍軍人，不但是槍枝愛好者，也在南方公園裡經營軍火店。金寶的愛車是悍馬，他喜歡在當地的體育賽事上下注，例如小學間的美式足球比賽和拳擊比賽。金寶和阿諾的角色靈感來自於特雷‧帕克高中時期創作的角色。

### 凱子一家
凱子一家的成員包括凱子的父親傑拉德·布拉夫斯其（英語：Gerald Broflovski）、母親希拉·布拉夫斯其（英語：Sheila Broflovski）和沒有血緣關係的弟弟BB（英語：Ike Broflovski）。傑拉德由馬特·斯通配音，希拉原本由馬莉·凱·伯格曼配音，現由莫娜·馬歇爾配音，這一對夫婦是中產階級猶太夫婦，斯通表示，將這個家庭設定為猶太家庭可以創造更多的笑料。傑拉德在南方公園長大，希拉的故鄉是紐華克，兩人於就讀大學時相識，在生下凱子後回到南方公園，在《臭屁警報》裡，傑拉德曾因認為南方公園不夠先進而短暫地舉家搬到舊金山。他們兩人都是虔誠猶太教徒，當凱子對猶太教教義感到困惑時，他們總會表達深切的關注，2008年美國總統選舉時，兩人支持巴拉克·歐巴馬。

#### 傑拉德
傑拉德是一名律師，他亦是南方公園市委會的律師，這個身份在《性騷擾代言貓熊》、《市旗辯論賽》、《金援老爹演唱會》和其他一些與法律相關的劇集裡發揮了大小不一的作用。傑拉德經常戴著粉紅色的帽子。在過去，傑拉德和阿尼·麥克康米克的父親是朋友，但由於經濟上的差距使兩人漸行漸遠。在第二十季裡，透露出他是一個網路白目，使用暱稱「獵婊42」（Skankhunt42）大量地張貼挑釁留言和合成猥瑣圖片，其中最著名的合成圖片是「將陰莖放入女人嘴裡」。

#### 希拉
希拉首次登場於《死亡》，她表現出刻板的猶太母親形象，頂著蜂巢髮型，身材肥胖。她是名家庭主婦，當聽到令人震驚的、或是不恰當的談話時，她常會急促且接連不斷地高喊「什麼、什麼、什麼！」希拉十分重視對孩子的教育，在早期多個劇集裡，她經常帶頭反對任何她認為對兒童或對猶太人有害的事，例如她曾率領團體抗議狼兄狗弟——加拿大搞笑雙人組——在電視上的低俗喜劇節目。在《南方公園劇場版》裡，她率領群眾抗議的行為最終導致美國與加拿大發生戰爭。另外、當凱子因為參與戲劇演出而對信仰感到困惑時，她也曾建議市長下令禁止市內出現任何對不同信仰可能造成冒犯的宗教圖像。雖然希拉通常會過度保護自己的孩子，但他和傑拉德對孩子都是很有愛心的，由於凱子和BB沒有血緣關係，他們便時常會試圖加強兩個兒子間的感情，希望他們待彼此如親兄弟。卡特曼對希拉的種族和行為都很反感，因而創作了一首歌《凱子他媽是一個大八婆》來表達他的仇恨。

#### BB
艾克·墨沙·布拉夫斯其（英語：Sir Ike Moisha Broflovski，臺譯BB，中國大陸譯艾克，港譯茂丙），出生名為Peter Gintz，是加拿大人，凱子的義弟。如同在《南方四賤客》裡的所有加拿大人一樣，BB有小圓眼和蛋形頭部，他的頭完全分成兩部份，說話時會上下分開。
BB出生於加拿大，他的父母把他送走、以避免他受可樂戰爭迫害。凱子一開始不喜歡這個弟弟，且經常欺負他，他最常做的事就是像踢足球一樣踢BB，同時說「要踢傻屌囉！」在BB和凱子的感情漸漸融洽後，就不再有這個行為了。雖然在體型上沒有任何變化，但BB的語言能力隨著劇情的進展變得更好。在《死亡明星》裡，他被麥可·傑克森的靈魂附身；在《女老師尬上了男孩》裡，他與女老師發生師生戀；在《搔弄私處》裡，他因誤服類固醇而早熟，並對凱子產生敵意。

#### 凱子·史瓦茨
凱子·史瓦茨（英語：Kyle Schwartz）是凱子·布拉夫斯其的表哥，他戴著眼鏡、有哮喘，經常抱怨一些瑣事。初次登場於《基動力車》並因故與凱子和他的家人們共同生活一段時間，凱子和其他四賤客都很不喜歡他的表哥，但在該集結尾，史瓦茨透露自己投資股票而賺了五百萬美金後，四賤客巴不得能與它做朋友。在《耶誕老人墜橇事件》中，他受雇於卡特曼，幫他計算他一整年的行為是否能讓耶誕老人送他禮物。

### 卡特曼一家

#### 莉亞那·
莉亞那·瑪莉·卡特曼（英語：Liane Marie Cartman）最初由馬莉·凱·伯格曼配音，之後由艾利沙·史奈達配音，現任的配音員是艾波·史都華。她是埃里克·卡特曼的母親，美麗、溫柔而且體貼，在劇集後期則稍微變得強硬一些。莉亞那的特色之一是性濫交程度非比尋常，幾乎所有南方公園的成人（無論性別）都與她發生過性關係。根據《窮孩子》裡的描述，莉亞那兼了兩份工作，不過卡特曼一家仍算是窮困的。

#### 傑克·傲賽馬
傑克·傲賽馬（英語：Jack Tenorman）是卡特曼的父親，在《傲賽馬必須死》裡，他和他的妻子間接被卡特曼殺害。在《卡特曼的媽媽是個骯髒的蕩婦》裡，卡特曼首次問起了他的父親，而在《卡特曼的媽媽仍然是個骯髒的蕩婦》裡，他被告知自己的父親就是自己的母親，即莉亞那是雌雄同體。但在《201》裡，葛屁告訴卡特曼這事實上是個謊言，並告知卡特曼的父親是傑克·傲賽馬。卡特曼為此不知所措，不過並不是因為他殺死了自己的父親，而是因為他發現自己是半個紅薑(Ginger,紅髮者)。

#### 史考特·傲賽馬
史考特·傲賽馬（英語：Scott Tenorman）是傑克的兒子，卡特曼同父異母的哥哥。在《傲賽馬必須死》裡，他和卡特曼起了糾紛，史考特三番兩次戲弄卡特曼，例如高價賣他陰毛、騙他的錢、公開羞辱他，卡特曼展開了複雜的復仇計畫，間接殺死傲賽馬的父母並騙他吃下自己的父母。

#### 其它親戚
其它卡特曼的親戚出現在《聖誕快樂，黃祖望！》裡，莉亞那帶卡特曼回娘家過聖誕節，劇集裡顯示除了卡特曼的外婆以外、那些親戚都很肥胖。卡特曼的外婆在《卡特曼樂園》裡死亡，她留給卡特曼一百萬美金的遺產。

### 阿尼一家
阿尼的父親斯圖爾特·麥克康米克（英語：Stuart McCormick）和母親卡羅·麥克康米克（英語：Carol McCormick）都是酗酒的失業人士，他們有三名子女，肯文·麥克康米克（英語：Kevin McCormick）、肯尼·麥克康米克（英語：Kenny McCormick）和肯憐·麥克康米克（英語：Karen McCormick），這一家子是南方公園最窮困的家庭，生活在又小又破、充滿髒亂和老鼠的房子裡，必須依賴救濟金過活。
斯圖爾特由由馬特·斯通配音，他和傑拉德是昔日的朋友，兩人曾一起在披薩店工作，但傑拉德成為律師後富裕了起來，讓他漸漸看不起斯圖爾特。不過在後期的劇情裡，可以看到斯圖爾特偶爾也會出入酒吧並與當地其它男性成年人角色保持著一定的友誼。卡羅最初由馬莉·凱·伯格曼配音，現配音者為艾波·史都華。這對夫妻的感情並不融洽，經常會互相毆打，也為了酒加入邪教，阿尼每次死亡都會重生。
肯文在劇集中出現的次數非常少，他有一頭凌亂的棕髮，臉也很髒亂。而肯憐是肯尼的妹妹，她在劇集裡顯著的表現是在《窮小孩》中，她和她的哥哥被放在寄養處，因而遭受虐待，肯尼採取的做法是變成神秘俠以保護和安慰妹妹。

### 大頭一家
大頭的父親是史提分·威爾斯（英語：Stephen Willis）和琳達·斯多奇（英語：Linda Stotch），分別由特雷·帕克和莫那·馬歇爾配音。史提分是英俊的雅皮士，而琳達是名工程師。這對夫婦首次擔任主角的劇集是《超級白目男》，該集裡透露史提分經常出入健身房、同性戀澡堂和同性戀電影院，因而使得夫妻感情出現危機，琳達帶著大頭開車打算墜河自殺，但大頭倖存了下來、史提分也承諾會壓抑他對同性的慾望，最後一家人和好如初。
雖然夫妻倆關愛自己的孩子，但當發生問題時，史提分和琳達通常不會試著與大頭進行溝通，而是直接給大頭禁足。史提分以嚴格的態度來管理他的家，例如他會要求廚櫃內的物品要按照英文字母順序來排列，並認為這能讓家人的感情更親密。琳達對待大頭的態度雖然也很嚴格，不過比起史提分而言會比較同情他。

### 其它家庭
槌哥·槌哥(Tweek Tweak)
槌哥的父母經營一家小咖啡館「槌槌咖啡」，在《小矮人大進擊》中，連鎖咖啡廳「哈巴克·廢柴與史sir」（影射星巴克）想買下槌槌咖啡不成，便在這家店隔壁開設分店，因而造成兩家咖啡店發生爭執。槌哥的父母很關心槌哥，經常和他進行心與心的對話，不過他們經常會簡化或誇大問題，讓槌哥的焦慮更嚴重。此外，槌哥的父母在《南方公園綁架風波》裡亦有醒目表現，在該集裡由於綁架案頻傳、讓槌哥十分焦慮，槌哥的父母本想幫他遠離陌生人，卻反而使他失去同情心。
陶侃·黑
陶侃的父親是律師、母親是化學家。他的家庭是南方公園裡的非裔美國人家庭，而這是城市裡最有錢的家庭，在《好野人鄰居》裡，陶侃因為過於富裕而沒有朋友，因此寫信希望其他有錢人都能搬來南方公園。
溫蒂·崔斯柏格
溫蒂的家庭環境看起來優渥而且健全，不過她的雙親似乎沒有花太多心思在女兒身上，如果溫蒂的表現不好，他們會進行干預。在《貝貝的胸器》中，溫蒂的母親試圖阻止女兒隆乳；而在《蠢婊子攝影套裝》中，溫蒂的父親則禁止女兒穿著暴露的服裝；在《乳癌發表會》中，他們拒絕聽溫蒂的解釋，強迫她承諾不會欺負卡特曼。

## 常設角色

### 基哥哥
基哥哥（英語：Big Gay Al）說話時由馬特·斯通配音，唱歌時由特雷·帕克配音。他是一名外顯的、樂觀的、穿著華麗的定型男同性戀者。例如當人問他「你好嗎？」時，他總是樂觀回答：「我超棒！謝謝你的問候！」（I'm super! Thanks for asking!），基哥哥也是南方公園裡少數真正十分友善的人。在故事早期，他經營一間農莊，那裡的動物都因為身為同性戀而被主人拋棄，而屎蛋養的狗也因為是同性戀而逃離屎蛋，在基哥哥的說明下，屎蛋對同性戀的態度有所改變。在《跛子大戰》裡，基哥哥負責帶領四賤客們所參與的童軍營隊，但家長對他的同性戀身份感到疑慮，因而使他被開除。一些人開始遊說童軍們接受他，最高法院也審理了這件案子，雖然基哥哥勝訴了，但他並不打算回來，他表示童軍營隊是私人社團，他們有權排除自己不喜歡的人，就像他有權表達自己是男同性戀者一樣。基哥哥後來與金屁助教交往，並在《看好蛋蛋》裡結婚。

### 老怪博士與小怪
老怪博士（英語：Dr. Alphonse Mephesto）由特雷·帕克配音，是研究遺傳工程的瘋狂科學家，角色影射《莫洛博士島》的主角莫洛博士。他總是試圖幫助有需要的人，但他的實驗經常會導致委託者甚至整個南方公園陷入危機。老怪博士用他的才華創造出一個又一個的怪異生物，例如有多個臀部的動物。在《人體自燃》裡，他創造的「有七的臀部的加拉巴哥象龜」甚至讓他差點得到諾貝爾獎。
小怪（英語：Kevin）則是老怪博士的助手，他身形矮小且沉默寡言，並沒有透露詳細來歷，但從《大廚來也：南方公園專輯》可以推測，他是一個失敗的生科工程產物。

### 醫生
醫生（英語：Dr. Doctor）是南方公園地獄之旅醫院（英語：Hell's Pass Hospital）的醫生，在許多關於醫院的場景都可以看到他。他經常會將角色得到的困擾用一個奇怪的病名概括，或是做出一些荒謬的診斷。例如在《宇宙超級噁爛王》中，卡特曼被阿尼的靈魂所困擾，醫生的診斷是「他的時間已經不多了」，並將該句話視為一個醫學診斷名詞。在《飆舞大賽》中，醫生對在街舞比賽裡敗陣的蘭迪所做出的診斷，使得這個敗陣看起來像實際對身體造成的重傷害。

### 馬譏神父
馬譏神父（英語：Father Maxi）是由馬特·斯通配音。他是天主教的神父，首次出現於《聖誕便便，黃金先生》，在《Korn解開海賊亡魂之謎》裡他表現出對萬聖節的痛恨，因而殺死了許多南方公園的居民。雖然馬克西是神職人員，但他曾和莉亞那·卡特曼發生過性關係。在《跛子大戰》裡透露馬克西神父年輕時與男人發生過性關係。而在《屁眼進食法》裡，他發現自己是唯一一位沒有戀童癖的神父，因此他企圖修改《聖經》上的內容。而在《葛屁老師的新陰道》裡，他擔任同性伴侶基哥哥和金屁的結婚公證人。

### 天父
上帝（英語：God）由特雷·帕克配音。祂在《南方四賤客》裡的形象是一個類似河馬和猩猩的混合體，聲音沉穩而宏亮。祂首次登場於《祢在嗎，上帝 ? 是我，耶穌》。祂在千禧年慶典時回答了屎蛋的問題，之後便消失了。由於天堂的人口減少、地獄的人口增加，在《永遠的好朋友》裡天堂開始擴張軍隊以避免撒旦軍團侵占天堂，在該集裡、阿尼死後被召入天堂並做為軍隊指揮官，使用上帝創造的PlayStation Portable對天使軍團下指令。

### 耶穌
耶穌（英語：Jesus）由馬特·斯通配音，是個基於基督教中心人物耶穌的角色。在《南方公園》裡的耶穌是上帝之子，具有神奇的力量，能飛行、復活，還有專業的木工技術（在聖經中記載著耶穌曾經從事木匠行業）。祂主持一檔名為《天國之音》的電視節目，在裡頭接聽觀眾來電並回答觀眾的問題，不過祂對某些具爭議的話題，例如同性戀、安樂死避而不談。劇集裡的耶穌通常是冷靜且有自信的，不過他也有著與一般的耶穌形象大相逕庭之處，例如在《撒旦之子》裡，祂與撒旦進行拳擊賽；在《幻想世界三部曲》裡，祂熟練地使用槍枝和各種武器。此外，祂也是超級好朋友的一員，這是宗教首領所組成的團體，成員包括耶穌、老子、佛陀、穆罕默德、摩西、約瑟·斯密、黑天和海王子。
在《苗疆殺人蛙鬧劇》裡，耶穌的節目與金寶和阿諾的節目《正港暴力團》打對臺，《天國之音》的製作人為了收視率無所不用其極，進而導致爭議，最終耶穌把製作人送進了地獄。在《幻想世界》三部曲裡，祂被描述為最受尊敬的虛構人物，亦是九元老的成員之一。在幻想世界發生混亂時，耶穌、耶誕老人和其他虛構人物挺身而出並捍衛該世界的和平。

### 萊納特·貝德拉格
萊納特·貝德拉格（英語：Lennart Bedrager）通稱為白目獵人·（英語：The Troll Hunter），是第二十季的主要反派。他是丹麥某企業的執行長，透過創建名為「TrollTrace」的服務允許任何人透過搜尋該人姓名便可知道該人在網際網路上做過的事蹟，表面上、這有益於政府緝捕網路犯罪，但這也導致各個地方的人們都陷入恐慌，更導致國家之間互相憎恨，最終可能引發第三次世界大戰，而這也是他真正的意圖。他把計畫告訴傑拉德後，兩人爭論著在網際網路上耍白目的性質，最後傑拉德把貝德拉格推下大樓、殺死了他。

### 羅老大
羅老大（英語：Loogie）首次出現於《牙仙子黑市》中，當四賤客試圖偷牙仙子給出的錢時，他們遇到另一組人馬也在做同樣的事，進而發現背後的龐大牙仙子事業，這個集團便是由羅老大領導，他是年輕的黑手黨首領，率領手下制度化地進行牙仙子事業。在《假面大頭王》中，羅老大再度登場並成為當時替代死掉的阿尼成為四賤客的候選人之一。

### 麥市長
麥市長（英語：Mayor McDaniels，又譯陳太）是南方公園的市長，由於南方公園經常發生一堆狗屁倒灶的鬧劇，瑪市長便常常要收拾慘劇，不過有時候她也會成為這些事件的始作俑者。在《聖誕便便，黃金先生》裡，麥市長企圖設計一個不帶有宗教元素的耶誕節來降低該節日對不信仰耶穌的居民的反感；在《去你的夏天》裡，由於除了蛇砲以外的煙火都被視為非法，她便打算在南方公園裡點燃超大型蛇砲以招攬觀光客，結果蛇砲墜毀導致大災難；在《去死吧嘻皮》裡，她因為驅趕嬉皮不力曾企圖自殺但未遂。在《槌哥x小凡》裡，在一首情歌之後、麥市長看著一名男子的照片，而在一首分手歌曲後，她站在一座墳前哭泣，這似乎暗示她是名寡婦。

### 記得莓
記得莓（英語：Member Berries）由特雷·帕克配音，是一顆顆有人臉的葡萄外型果實，他們是第二十季的主要敵人。當人類吃下他們的時候心中會充滿各種過往美好的景像，因而被用做抗憂鬱藥物使用。他們大部分的對話都是詢問人們「是否記得某些80年代至90年代的流行事物」，除此之外他們還試圖詢問人們「是否記得沒有這麼多墨西哥人的時光？」、「是否記得婚姻仍是一男一女的時候？」，藉此灌輸恐懼和仇恨。至第二十季結束時，他們的劇情仍未給出完整交代。

### 摩西
摩西（英語：Moses，臺灣版譯為燈灰大老，影射中華民國前總統李登輝在就任總統時將自己喻為摩西。）是猶太教的先知，他的形象是一個發光的投影圖像。首次出現在《猶太童軍營》裡，該集的反猶太對手試圖把摩西封印在海螺裡，而阿尼透過犧牲自己打開海螺拯救了童軍營。此外、摩西也是超級好朋友的一員，登場於《超級好朋友》中。

### 黃金先生
黃金先生（英語：Mr. Hankey）由特雷·帕克配音，是一個會說話的糞便，他首次出現於《聖誕便便，黃金先生》，並且登場於之後的《南方公園》的耶誕節特輯裡。當南方公園的居民在慶祝耶誕節時，信奉猶太教的凱子沒有過耶誕節，因此黃金先生出現並安慰沮喪的凱子。黃金先生的構想來自特雷·帕克的父親在帕克小時候時所說的故事，帕克表示自己在3、4歲的時候拒絕沖馬桶，他的父親告訴帕克若是不把馬桶裡的糞便沖掉，它會變成「黃金先生」並殺死他。

### 阿諾
阿諾（英語：Ned Gerblansky）由特雷·帕克配音，他和他的好友金寶是《南方公園》裡的刻板的大老粗。兩人沉迷於啤酒、槍枝、大卡車、爆裂物和殺害動物。阿諾與金寶是在越南戰爭時相遇，在戰爭中、阿諾失去了右臂，發聲系統也因為癌症受到傷害，因此他必須以人工喉嚨發聲。雖然只有一隻手，但阿諾仍可以熟練地運用各種武器甚至是雙手武器。

### 包不了警官
包不了警官（英語：Officer Barbrady）是一名南方公園的警察，在哈里森‧亞特登場之前，多數發生在南方公園的案件都由他處理，當案件發生時，他用於驅趕圍觀群眾時的口頭禪是「好了，沒什麼好看的」。身為一名警察，他的工作表現非常差，不但忙都幫不上，甚至還曾協助葛屁老師謀殺凱茜·李·吉福德。在《姦雞犯》中，他曾經因為無能、且暴露自己是文盲而遭解雇，他被市長要求學習識字，他把學習用的筆記留在犯罪現場的行為讓他意外逮捕了犯人，因而使他重新成為警官。此外，在他被解雇的期間城市大亂，證明事實上他對城市是有貢獻的。在後期的劇集裡，他的戲份逐漸被哈里森‧亞特取代，但偶爾也能看到他在保衛城市。
他在《姦雞犯》和《平行宇宙之殺人金魚》裡提到自己有妻子，而直到《壞壞忍者》才說明了他的家庭狀況。他住處的牆上掛著一張女人的相片，此外只有一隻需要治療的老狗相伴。

### 薩達姆·海珊
薩達姆·海珊（英語：Saddam Hussein）由馬特·斯通配音，角色原型為伊拉克前總統薩達姆·海珊。在《南方四賤客》裡的海珊說英語，首次出現於《屁眼口哨救台灣》，後來在《南方公園劇場版》裡，被揭露為撒旦的情人，撒旦在電影結局裡殺死了他，不過他仍在電視劇集裡出現，並不時擔任反派角色。在劇集裡，海珊這名角色的身體是使用與其他加拿大角色類似的風格製作，但頭是以真正的海珊的照片剪輯而成。在與撒旦的情感關係裡，海珊是主導者，並且會在情感上虐待撒旦。

### 耶誕老人
耶誕老人（英語：Santa Claus）由特雷·帕克配音，原形是西方文化裡會在耶誕節送小孩禮物的耶誕老人。他生活在北極，經常出現於與耶誕節相關的劇集裡，也會和其它與耶誕節相關的角色，如耶穌、黃金先生一起出現。在《聖誕精神》裡，耶穌和耶誕老人進行了戰鬥，以決定耶誕節的精神到底是為了紀念耶穌誕生還是為了送禮物。在《耶誕老人墜橇事件》中，耶誕老人在伊拉克送禮物時，雪橇遭伊拉克人擊墜；在《森林耶誕節》裡，他靠著散彈槍對抗反基督教者、進而保衛了耶誕節。

### 撒旦
撒旦（英語：Satan）由特雷·帕克配音，原形為亞伯拉罕諸教裡的惡魔。他身材高大、全身血紅，掌管著地獄，並與上帝為敵；但他也是個敏感纖細，在情感上容易受傷的人。
在《南方公園》裡關於撒旦的描寫通常聚焦於他與親密伴侶的感情關係上，而這些伴侶迄今為止都是同性，撒旦的情人之一是薩達姆·海珊，隨著劇情進展，撒旦逐漸地感受到海珊對自己展現的控制慾，因而與之分手；撒旦的另外兩任情人是克里斯和凱文。此外，撒旦還有一個兒子單傳，但單傳除了在《惡魔之子》中登場外，就沒有出現在劇集裡過。

### 哈里森‧亞特
哈里森‧亞特警官（英語：Sgt. Harrison "Harris" Yates）由特雷·帕克配音，他是南方公園警察局局長，亦是一名偵探。在《宗教樂團「御凡團」》裡登場時，他是美國聯邦調查局成員，而在《傑佛森》裡登場時成了警察局長。儘管他在工作上很認真，但因為過度暴力和種族歧視，仍使得他表現出《南方公園》裡典型的無能的成人。例如當連環殺手傑佛森襲擊南方公園時，他藉著卡特曼胡謅的靈能力試圖破案，並駁回在科學上已採樣到的指紋和血液分析；在《女老師尬上了男孩》裡，當他聽到未成年的BB和女老師談戀愛且發生性行為時沒有做出任何處置。目前劇集裡並沒有透露哈里森和另一名經常出現的包不了警官之間的關係如何，但在《小鎮一隅》裡可以看見他們一起用餐。

### 狼兄狗弟
泰瑞斯與菲利浦（英語：與，港譯大便和小便，合稱大小二便，臺灣翻譯作狼兄和狗弟，在第二季《屁眼口哨救台灣》裡譯作黑人與小豬，取自台灣藝人黑人和小豬）是加拿大喜劇演員二人組，泰瑞斯由斯通配音，黑髮紅衣；菲利浦由帕克配音，金髮藍衣。泰瑞斯與菲利浦最有名的電視節目是《狼兄狗弟》，這部劇中劇在屎蛋、凱子、卡特曼和阿尼等眾多男性學生中享有高知名度，而這部劇也讓他們成為加拿大最知名的喜劇演員，劇集的主要內容是泰瑞斯與菲利浦不斷地放屁，並說一些與屁有關的笑話。在《南方公園》劇集裡經常可以見到孩子們觀看這檔節目。
在《狼兄狗弟：傳奇的背後》中揭示兩人從相遇到組成拍檔的過程，而這兩人也在該集裡短暫地分開，但很快地又和好並復出。而在《南方公園劇場版》裡，兩人演出了一部充斥汙言穢語的電影，讓南方公園的孩子們有樣學樣，不悅的希拉對發行電影的加拿大感到不滿，這最終導致了美國和加拿大的戰爭，而泰瑞斯與菲利浦也因此而死，在結局中因為阿尼的願望而復活。

### 神奇毛巾
神奇毛巾（英語：Towelie）由瓦隆·查特曼配音。他是一條會說話、有智慧的毛巾，雖然確切的製造過程並不清楚，但它是來自於外星人的武器，並且被軍事集團偷走，進而流落到南方公園。除了可以看到他提供與毛巾有關的建議，也不時能看到他在吸食大麻並進入興奮狀態。

### 食神粥
食神粥，直翻為唐路金（英語：Tuong Lu Kim）由特雷·帕克配音，他是個刻板中國人角色，經營中式餐館「雞野家」（City Wok），首次出現於《「愛姿」減肥法》中。食神粥除了經營餐館也開設航空公司，他有著西方人對東亞人的刻板印象，並對日本人有強烈的敵意，在《南方公園綁架風波》裡，他被描述為建造長城的專家，並表現出對蒙古的敵意。
在《城市壽司》裡透露，食神粥事實上是威廉·亞努斯醫生（姓氏來自有兩張臉孔的羅馬神祇雅努斯）的一個人格，被史sir針對並被賣假老師叫「茂利正蛋散」在該集的雙主線中，亞努斯醫生診斷出大頭具有雙重人格，而食神粥企圖謀害他的商業對手——日本廚師高山俊一，故事的結局闡明這兩人實際上是同一人，而南方公園的眾人也都知道這件事，但食神粥自己並不清楚。

## 反響
凱子、屎蛋、阿尼和卡特曼都曾於《滾石》雜誌封面出現過。
最受粉絲歡迎的角色是卡特曼，他經常被描述為該作品裡最有名的角色全國公共廣播電台將卡特曼列為「最受美國歡迎的小 $@#&*%」他的台詞「尊重我的權威！」、「瓦搭庫西要回家了」成為廣受觀眾歡迎的台詞，而他那發音高亢的「嘿！」（Hey!）被列入2002年版的牛津詞典。斯通表示，當愛好者與自己或帕克交流時，通常會模仿卡特曼或請帕克發出卡特曼的聲音，卡特曼在劇中的行動，或是其他角色對他的行動所作的評論常被解釋為帕克和斯通試圖公開向受眾們發出的聲明而且這些意見受到許多媒體與文章做出批判性分析。
依據《電視指南》雜誌在2002年做出的「50名最偉大的卡通人物」排行，卡特曼排名第10位，同雜誌「25名最偉大的電視節目反派角色」裡，排名第24位。VH1的「200名流行文化圖像」裡排名198位，美國精彩電視台於2004年列出的「百大電視角色」裡排名第19。MSNBC的布萊恩‧貝爾蒙特（Brian Bellmont）在2005年將他列為第二可怕的電視節目角色（僅次於《辛普森家庭》的蒙哥马利·伯恩斯），貝爾蒙特將卡特曼描述為：「在這個胖......骨架大的卡通圖像裡蘊含著純粹無垢的邪惡精髓，他高居於邪惡之上狂歡著」
而凱子和屎蛋的對話則反映了一些成人世界的問題或觀點，也同樣受到媒體的關注與分析，並且經常被政治、宗教、大眾文化、哲學方面的學術刊物所引用

。一死再死的阿尼在流行文化中也佔有一席之地，在前幾季裡，他的死被視為《南方四賤客》的相關象徵之一。「我的天啊！阿尼被掛掉了」也很快地成為流行片語，阿尼和這句台詞出現在許多《南方公園》相關商品上，例如保險桿貼紙、日曆和棒球帽,，
他的死被饒舌歌手P大師改編成歌曲《Kenny's Dead》，也受到許多媒體評論和分析。斯特拉斯堡大学的Sophie Rutschmann發現一種突變基因會使果蠅成蟲在感染某些細菌後的兩天內死亡，她將此基因命名為阿尼以紀念該角色。

## 商品
從玩具到服飾，有大量《南方四賤客》角色的相關商品已經被製造與販售。2004年，Mirage Toys發行了五個系列、每系列4名角色的可動人偶。2006年，Mezco發行了第二套人偶，總共六個系列、每系列4名角色。喜劇中心本身則透過自己的網站販售各種商品，包括T恤、帽子、褲子、人偶，而愛好者網站提供的商品種類更多元，包括海報、領帶、滑板和磁鐵。另外、《南方四賤客》網站也提供一項服務，讓使用者可以創建自己的《南方四賤客》風格角色，類似的服務亦可在愛好者網站上看到。

## 外部連結
- South Park Studios（页面存档备份，存于）  official website
- 互联网电影数据库（IMDb）上《South Park》的资料（英文）